# 先农坛 (醴陵市)
先农坛又名神农殿位于湖南省醴陵市东正街，是醴陵市保存最完整的古建筑。1983年，以毛泽东考察湖南农民运动旧址——先农坛之名列入第五批湖南省文物保护单位。是醴陵市博物馆和毛泽东考察湖南农民运动纪念馆所在。
清朝雍正年间，醴陵县依全国惯例奉命在城北修建先农坛。道光年间毁于水灾。光绪三十一年（1905年），改建于现址。第一次国共合作期间，先农坛为中共醴陵县委和县农民协会所在。1927年1月，毛泽东来醴陵县考察农民运动。在此写成《湖南农民运动考察报告》。
1972年，政府拨款修缮，定名为“毛泽东同志考察湖南农民运动旧址——先农坛”。1976年，建立纪念馆。1983年，列为省级文物保护单位，包括毛泽东考察湖南农民运动旧址——东富寺。1988年，醴陵市博物馆和文物管理所（文物局）迁入。